# Javier Gato
Javier Gato Iñíguez (Irún, Guipúzcoa, 29 de octubre de 1935 - Pontevedra, 7 de diciembre de 2014) fue un futbolista español que jugaba en la posición de portero.

## Biografía
El RC Celta de Vigo se hizo con los servicios de Gato en la temporada 1956/1957, contando con Alejandro Scopelli como entrenador. No disputó ningún partido oficial con el club en primera división, aunque si jugó algún partido amistoso, ya que el club contaba con porteros como Adauto Iglesias, Ramón Allegue o Manolín López. Tras no encontrar hueco en la plantilla, se fue en calidad de cedido al CD Ourense. Finalmente el club vigués le dio baja, jugando así otro año más en el Ourense. Finalmente en 1960 fichó por el Pontevedra CF. Jugó en el equipo un total de cuatro temporadas, disputando 85 partidos. Además consiguió el ascenso a primera división tras ganar la Segunda División de España de 1963.
Falleció el 7 de diciembre de 2014 en Pontevedra a los 79 años de edad.

## Clubes
| Club                | País   | Año       | Partidos | Goles |
| ------------------- | ------ | --------- | -------- | ----- |
| RC Celta de Vigo    | España | 1956-1957 | 0        | 0     |
| CD Ourense (cedido) | España | 1957-1958 | ¿?       | ¿?    |
| RC Celta de Vigo    | España | 1958-1959 | 0        | 0     |
| CD Ourense          | España | 1959-1960 | 5        | 0     |
| Pontevedra CF       | España | 1960-1964 | 85       | 0     |

## Palmarés

### Campeonatos nacionales
| Título                     | Club          | País   | Año  |
| -------------------------- | ------------- | ------ | ---- |
| Segunda División de España | Pontevedra CF | España | 1963 |